# UFC Fight Night: Maia vs. Askren
UFC Fight Night: Maia vs. Askren (também conhecido como UFC Fight Night 162 ou UFC on ESPN+ 20) foi um evento de MMA produzido pelo Ultimate Fighting Championship no dia 26 de outubro de 2019, no Estádio Indoor de Singapura, em Kallang, Singapura.

## Background
O duelo nos meio-médios entre Demian Maia e o ex-campeão peso meio-médio do Bellator e do ONE Championship Ben Askren serviu de luta principal da noite.
O duelo nos pesados entre Greg Hardy e Jarjis Danho estava programado para o evento. Porém, no dia 19 de setembro, Danho foi retirado do card por razões desconhecidas e foi substituído por Ben Sosoli e a luta acabou por se realizar um semana mais cedo, no UFC on ESPN: Reyes vs. Weidman
Yan Xiaonan era esperada para enfrentar Ashley Yoder. Porém, Yan foi retirada do card devido a uma lesão no joelho e foi substituída por Randa Markos.
Ian Heinisch era esperado para enfrentar Brad Tavares. Porém, no início de outubro, Heinisch foi retirado do card por razões desconhecidas e foi substituído por Edmen Shahbazyan e a luta acabou por se realizar um semana mais tarde, no UFC 244
Karol Rosa era esperada para enfrentar Julia Avila. Porém, Rosa foi retirada do card devido a uma lesão no joelho e a luta não foi realizada.

## Bônus da Noite
Os lutadores receberam $50.000 de bônus:
- Luta da Noite:  Demian Maia vs.  Ben Askren
- Performance da Noite:  Beneil Dariush e  Ciryl Gane